# Mitsubishi J8M Shusui
Mitsubishi J8M Shūsui (Ki-200) (jap. 秋水 Shūsui; dosłownie „jesienna woda”', w znaczeniu kryształowo czystej wody jesiennej, ale także w znaczeniu przenośnym, poetyckim: „zimna stal” czyli miecz) – japoński rakietowy samolot myśliwski z okresu końca II wojny światowej, opracowany na bazie niemieckiego myśliwca Messerschmitt Me 163.

## Historia
Skonstruowanie w Niemczech napędzanego silnikiem rakietowym myśliwca ochrony obiektów Me 163 „Komet”, zainicjowało Japonię do zakupu licencji na budowę tego samolotu i silnika rakietowego. Jednak okręt podwodny przewożący do Japonii jeden egzemplarz „Kometa” i rysunki techniczne został w drodze zatopiony. Japończykom pozostał tylko jeden silnik rakietowy Walter HWK 109 i instrukcję obsługi „Kometa”. Na jej podstawie wyprodukowali swoją własną wersję jako Ki-200 dla Armii, i jako J8M dla Marynarki. 
Gdy zakończono prace konstrukcyjne prototypu J8M1, stocznia marynarki rozpoczęła budowę wersji szkolnej samolotu, jako szybowca naturalnej wielkości o oznaczeniu MXY8 Akigusa (jesienna trawa). Na maszynie tej pierwsze loty przeprowadzono w grudniu 1944 roku. Ponadto zbudowano ciężki szybowiec ze zbiornikami balastowymi do symulacji ciężaru startowego maszyny seryjnej, który otrzymał oznaczenie Ku-13 Shūsui. Konstrukcja silnika rakietowego, w którym jako paliwa użyto tlenku wodoru i mieszaniny wodoru oraz metanu, była projektem Mitsubishi, Armii i Marynarki. Uzyskany model Toko Ro.2 dawał 1500 kg ciągu. Po próbach szybowcowych J8M1 został wysłany 7 lipca w swój pierwszy lot z własnym napędem. Na wysokości 400 m przestał pracować silnik, ponieważ nastąpił zanik dopływu paliwa z powodu zbyt ostrego wznoszenia się maszyny, i prototyp rozbił się, a pilot zginął. Mimo to przystąpiono do produkcji seryjnej, ale zdążono zbudować tylko siedem egzemplarzy do końca wojny. Żadnego jednak nie zdążono zastosować bojowo. 
Jeden J8M1 został po kapitulacji Japonii zdobyty i wywieziony przez wojska amerykańskie do badań do USA. Prawdopodobnie jednak nie był nigdy badany w locie. 